# Erden

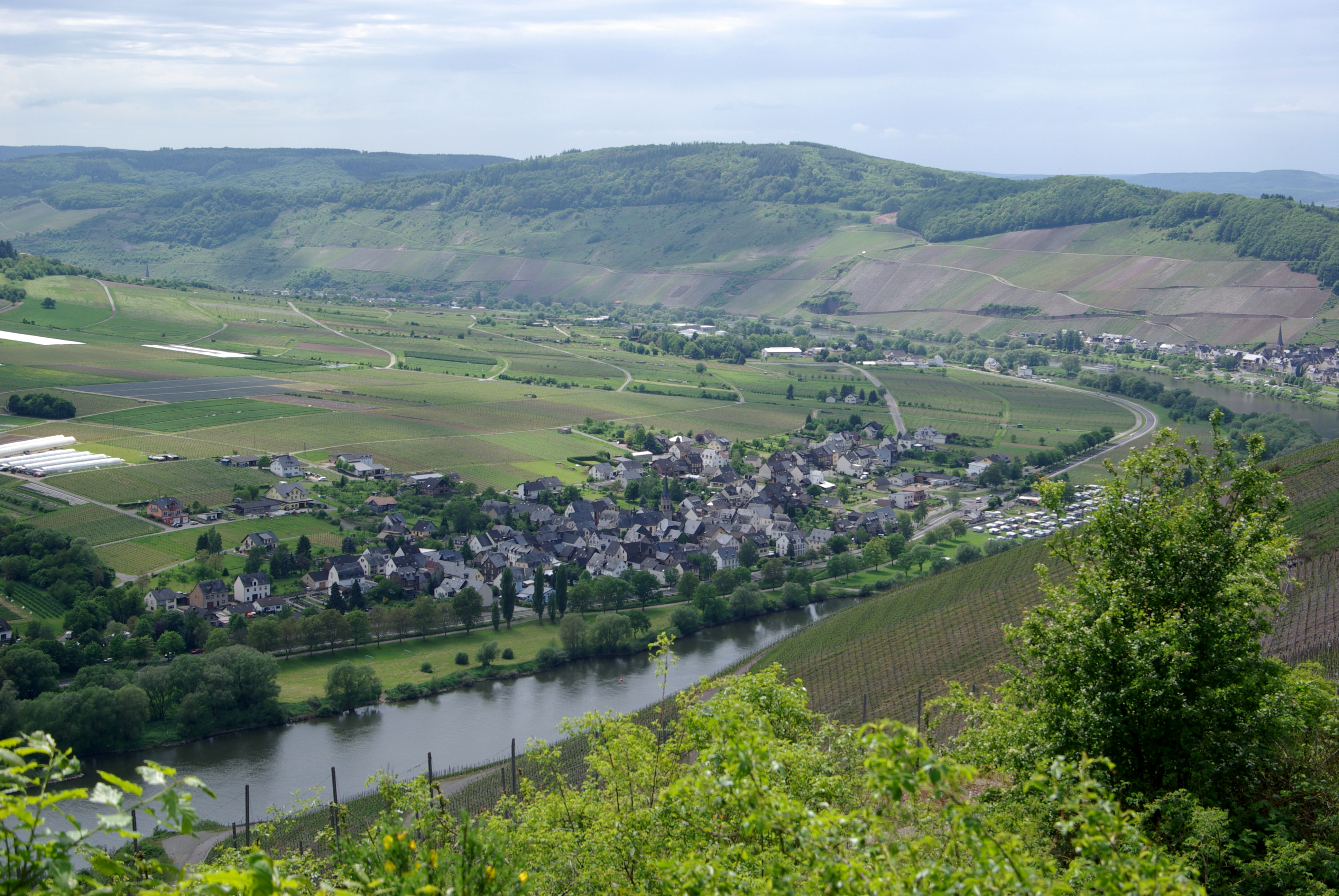
Gezicht op Erden vanaf de andere oever van de Moezel

Erden is een plaats in de Duitse deelstaat Rijnland-Palts, en maakt deel uit van de Landkreis Bernkastel-Wittlich.
Erden telt 398 inwoners.

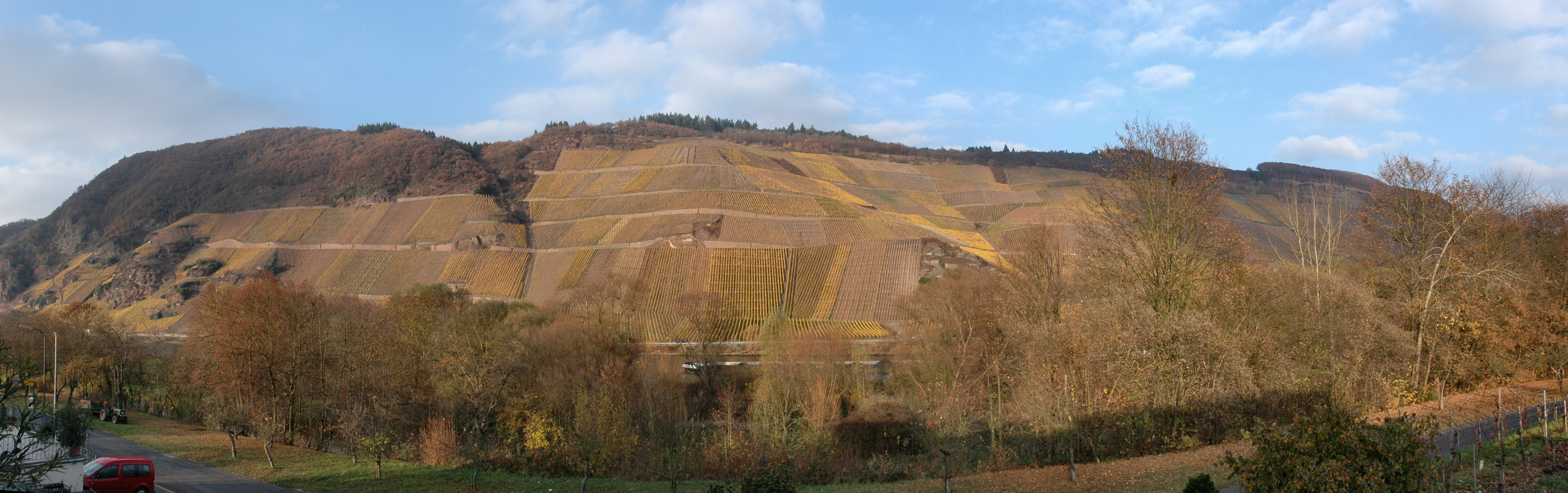
Wijnvelden in Erden

Erden ligt aan de rivier de Moezel en net als in veel andere plaatsen in de streek is in Erden wijnbouw een belangrijke sector.